# 龍女

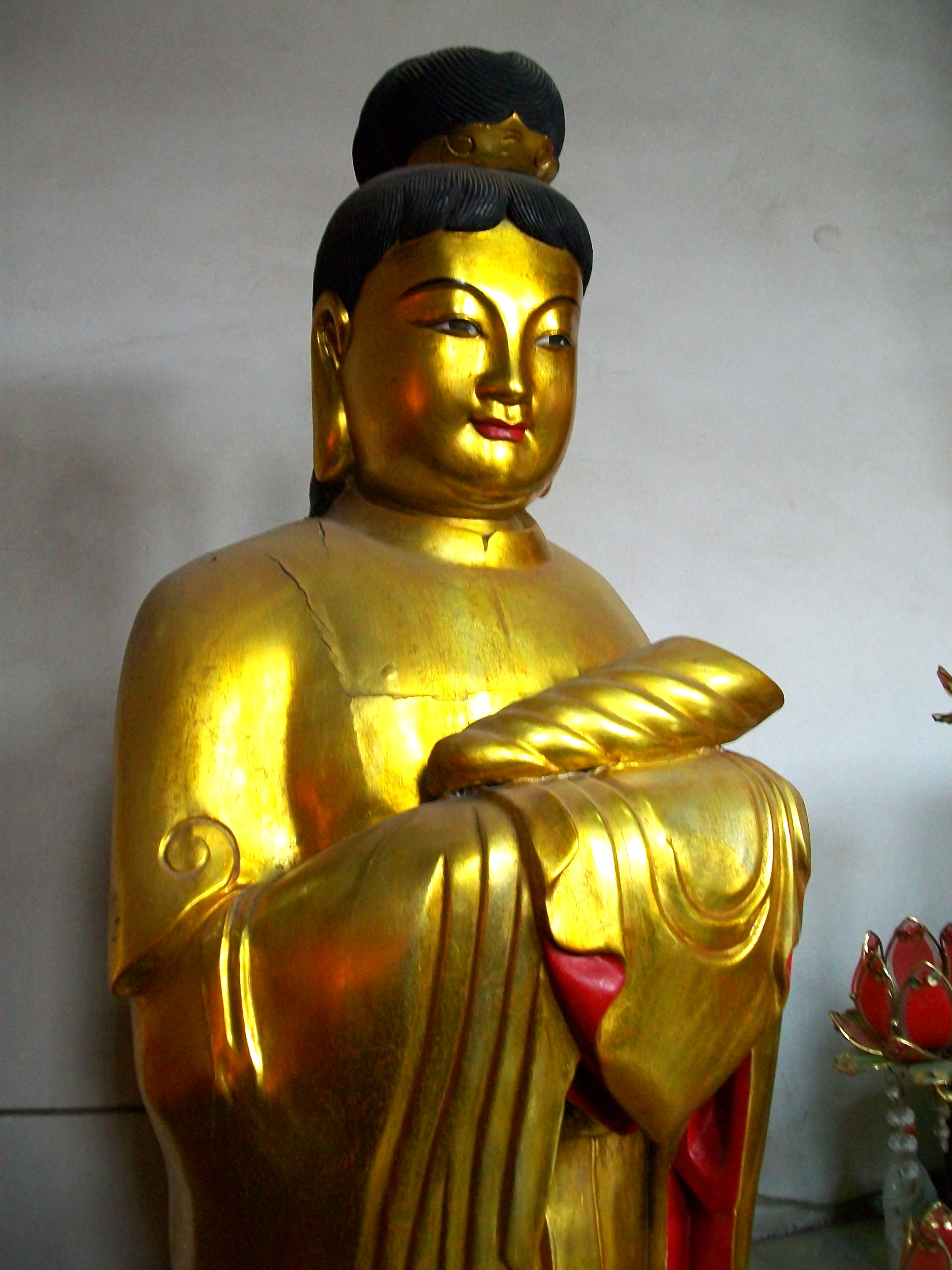
龍女菩薩像

龍女或那伽龙女，原是娑竭羅龍王的三女兒，叫善女龍王；也是觀世音菩薩的脅侍，與善才童子並列於菩薩兩側。

## 龍女成佛
在《妙法蓮華經》（簡稱《法華經》）〈提婆達多品〉中，龍女八歲時已经利根聰穎、善根成熟，早已悟道，得不退转菩提心；因緣際會之下，一次文殊菩薩於龍宮中的讲法會上，说修《法华经》可速得成佛，智积菩萨、舍利弗尊者等闻言後甚感怀疑，龙女久远来已修《法华经》已经得道，为了坚固会众的信心，在取下身上的宝物供养佛陀後，便到南方无垢世界成就無上正等正覺，会众悉皆欢喜。因一个世界同时只能有一位佛陀，故龙女需要到他方世界成佛；因佛教称只有人且只有男性才能成佛，龙女归属的那伽神龙雖然神通廣大，但依然属于畜生道，故“龙女成佛”的公案开示了《法华经》的威力巨大，也开示了“法无定法”，眾生皆能成佛。

## 观音胁侍
龙女虽成佛，但仍以龙女身乘愿再来，輔佐觀世音菩薩救度眾生，多示現為童女身貌，與善才童子一同成為觀世音菩薩的左右脅侍。闽台地区的佛堂觀音圖（一类佛龛）中，站在觀音大士旁之美麗仙女即是龍女，另側為善才童子。善才童子與龍女又合稱為「金童玉女」。